# Kayea
Kayea là một chi thực vật có hoa trong họ Calophyllaceae.

## Loài
Chi Kayea gồm các loài: